# كاميرون هيبورن
كاميرون هيبورن (بالإنجليزية: Cameron Hepburn)‏ هو اقتصادي أسترالي، ولد في 31 مارس 1976 في أستراليا.